# François Marty (philosophe)
Pour les articles homonymes, voir François Marty et Marty.
François Marty (Albi, 2 février 1926 - Paris 14e, 31 mars 2016) est un prêtre catholique, jésuite et philosophe français, spécialiste de la philosophie de Kant.

## Biographie
Entré dans la compagnie de Jésus en 1947, il commence à enseigner au scolasticat de Vals dès 1960, puis à Chantilly et, à partir de 1970, au Centre Sèvres, dans la fondation duquel il s'impliqua fortement.
Il rédige une première thèse de doctorat sur Thomas d'Aquin à l'Université pontificale grégorienne puis, en 1975, il soutient une thèse d’État à l'université Paris IV intitulée "L'analogie chez Kant", sous la direction de Ferdinand Alquié,. Celui-ci lui confia la traduction de la Critique de la raison pure dans l'édition des Œuvres complètes de Kant dans la collection de La Pléiade.
Il partagea sa vie entre l'enseignement et la recherche, reprenant en 1990 la direction des Archives de philosophie.
Il était membre sociétaire de la Société française de philosophie.

### Auteur
- Sentir et goûter : les sens dans les "Exercices spirituels" de saint Ignace, Paris, Cerf, 2005
- L'homme, habitant du monde : à l'horizon de la pensée critique de Kant, Paris, Honoré Champion, 2004.
- La question de la vérité, une recherche sur le langage : traité de la connaissance, parler en vérité, Paris, Centre Sèvres, 1971.
- La Bénédiction de Babel : vérité et communication, Paris, Cerf, 1990.
- La naissance de la métaphysique chez Kant : une étude sur la notion kantienne d'analogie, Paris, Beauchesne, 1980.
- La perfection de l'homme selon Saint Thomas d'Aquin : ses fondements ontologiques et leur vérification dans l'ordre actuel, Rome, Presses de l'université grégorienne, 1962.

### Traducteur
- Kant (trad. avec Alexandre Delamarre), Critique de la raison pure, Gallimard, coll. « La Pléiade », 1980
- Kant, Opus postumum : passage des principes métaphysiques de la science de la nature à la physique, Presses universitaires de France, coll. « Épiméthée », 1986, 444 p. (ISBN 9782130393566)